# Csúcsfészek
A csúcsfészek tengely jellegű munkadarab homloklapján, annak csúcsok közötti felfogására szolgáló speciális furat. Központfuratnak is nevezik.

## Geometriája
A furat leggyakrabban 60 fokos kúpszögű, és rendszerint egy zsákfuratot is tartalmaz, ahogyan az 1. számú ábrán látható. A zsákfurat az esetlegesen beleszorult forgácsnak helyet hagy, így pontosabb lehet a csúcs megvezetése. Kényesebb furatoknál élletörést is alkalmazhatnak. Amennyiben a csúcs megtámasztása nem központosan történik, a csúcsfészek fala ívelt kialakítású is lehet. 

## Feladata
A 2. ábrán a megtámasztás nélküli deformáció látható. Viszonylag kis erő hatására is a tengely elhajlik. A csúcsfészek, v. központi furat kijelöli a munkadarab tengelyvonalát, és a megmunkálás során bázisként szolgálhat. Leggyakrabban forgácsolásos megmunkálás, például esztergályozás során alkalmazzák. Hosszú munkadarabok esetén a csúcs, amely a csúcsfészek kúpos falára támaszkodik, csökkenti a munkadarab kihajlását, amely a forgácsoló erő hatására keletkezik, ahogyan a 3. ábrán látható. A kihajlás a töredékére csökken, merevebb a befogás , és pontosabb megmunkálás, simább felület hozható létre.

## Megmunkálás
A megmunkálás szerszáma a központfúró. A munkadarabot röviden kell befogni, hogy a fúrás pontosabb legyen. Esztergagépen a szegnyeregbe helyezett fúrófejbe fogják a központfúrót.